# Melaspileaceae
Melaspileaceae is een familie van korstmosvormende schimmels uit de orde Arthoniales. De familie bestaat enkel uit het geslacht Melaspilea. De wetenschappelijke naam is voor het eerst geldig gepubliceerd in 1929 door W. Watson